# Какояннис, Лоизос
Лоизос Какояннис (греч. Λοϊζος Κακογιάννης; 2 мая 1981, Лимасол, Кипр) — кипрский футболист, защитник. Выступал за сборную Кипра.

## Биография

### Клубная карьера
Профессиональную карьеру начал в сезоне 1998/99 в клубе «Аполлон» Лимасол. В сезоне 2000/01 вместе с командой стал обладателем Кубка Кипра. По ходу сезона 2002/03 перешёл в «Этникос» Ахна. С 2005 года выступал за «Омонию» Никосия, с 2008 был игроком клуба АЕЛ Лимасол. В 2011 году подписал контракт с клубом второго дивизиона АЕП, с которым добился выхода в высшую лигу, где в начале следующего сезона провёл 1 матч. По ходу сезона 2012/13 перешёл в клуб второго дивизиона «Арис» (Лимасол). В дальнейшем выступал также за другие клубы второго дивизиона «Кармиотисса», «Эносис» Парекклисия и «Акритас Хлоракас». Завершил карьеру после окончания сезона 2016/17.

### Карьера в сборной
Всего за сборную Кипра провёл 6 матчей. Дебютировал за команду 19 мая 2004 года в товарищеском матче со сборной Иордании, в котором провёл на поле все 90 минут. Осенью того же года провёл 4 матча в рамках отборочного турнира к чемпионату мира 2006. Последний матч за сборную сыграл 9 февраля 2005 года против Финляндии.

## Достижения
«Аполлон» Лимасол
- Обладатель Кубка Кипра: 2000/01

«Арис» Лимасол
- Победитель второго дивизиона Кипра: 2012/13